# Нападател (сериал)
„Нападател“ (на турски: Akıncı, буквално „акънджия“) е турски екшън сериал от 2021 г., режисиран от Вели Челик, Левент Тюркан и Гьокхан Еркут по сценарий на Хакан Кандал иш Алтуу Кючук.
Първоначално е излъчван в един сезон от 20 епизода между 1 януари и 14 май 2021 г. по телевизионния канал ATV.
През 2023 г. по ATV започва излъчването на анимационна версия на сериала.